# Spękania błotne

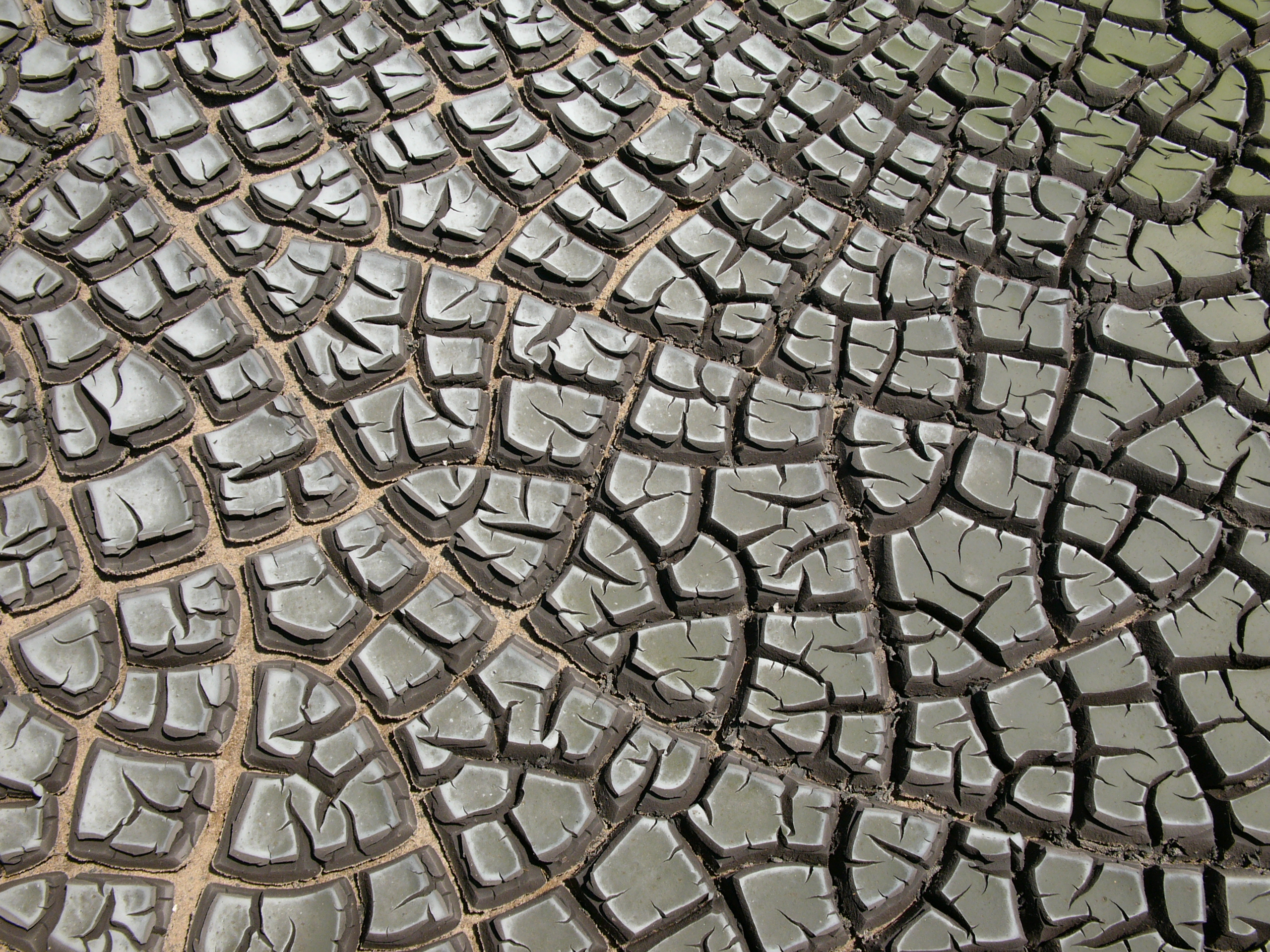
Przykład współczesnych szczelin z wysychania

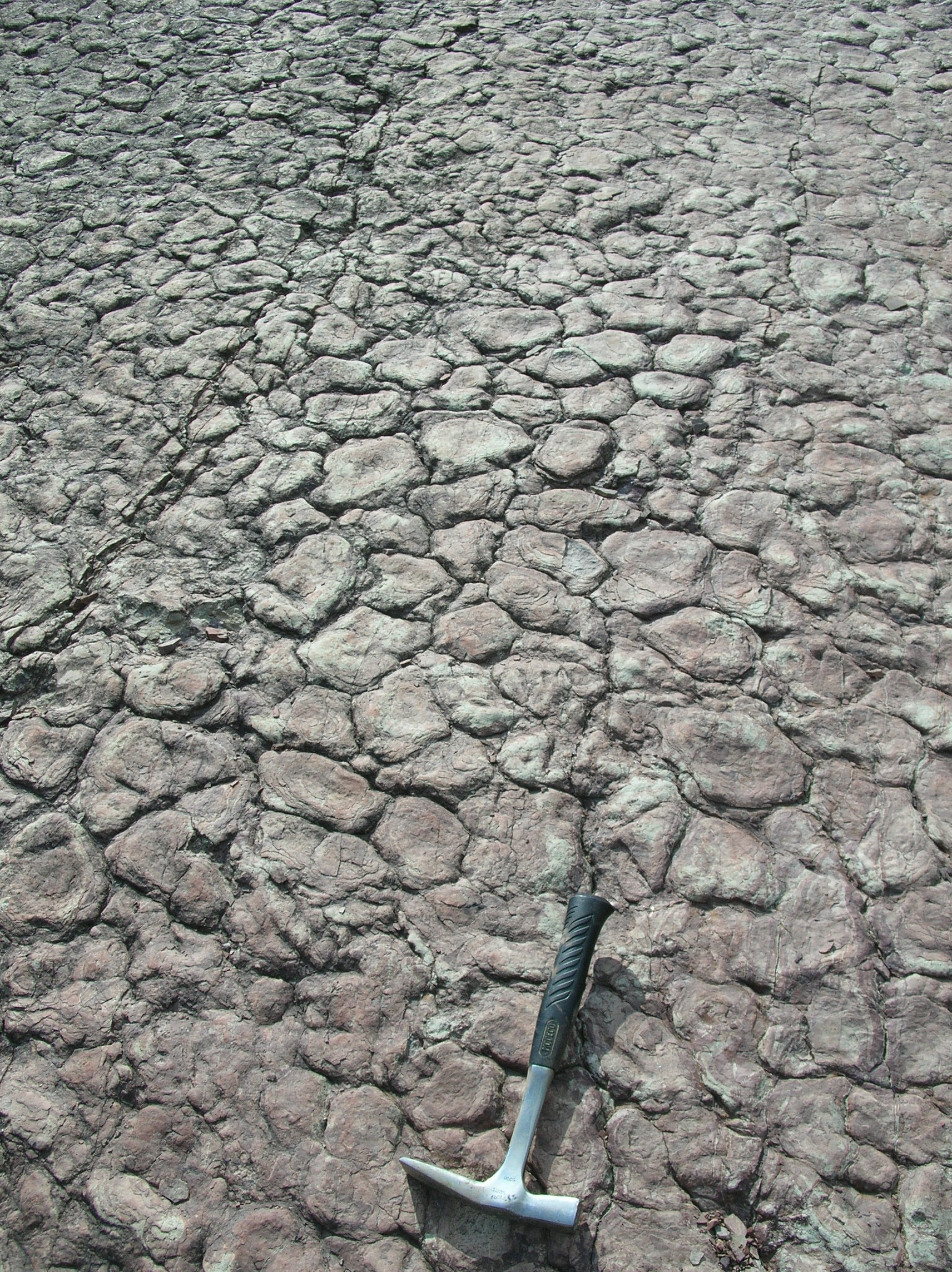
Szczeliny z wysychania powstałe w osadzie węglanowym w środkowym dewonie

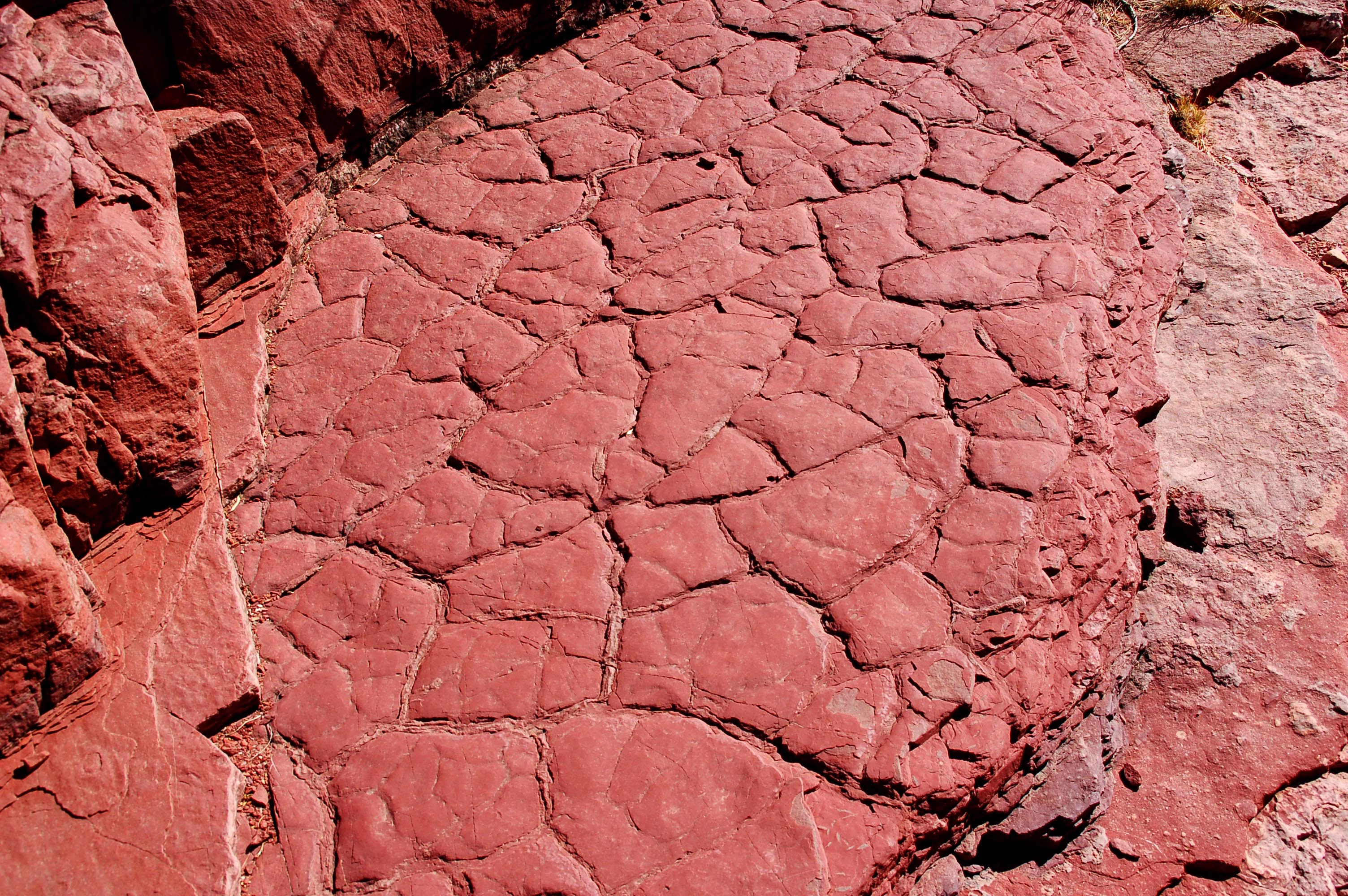
Szczeliny z wysychania powstałe w mułowcu w środkowym proterozoiku

Spękania błotne – szczeliny w osadzie powstałe w wyniku zmniejszania się objętości osadu, rodzaj deformacyjnych struktur sedymentacyjnych.
Powstają w osadach drobnoziarnistych (ił, muł lub drobnoziarnisty piasek). Mają zwykle postać prostopadłych do powierzchni stropowej osadu szczelin, układających się w wieloboki. 
W zależności od przyczyny i przebiegu zmniejszania się objętości osadu wyróżnia się dwie grupy spękań błotnych:
- szczeliny z wysychania
- szczeliny synerezyjne - tworzą się pod wodą, w osadach dennych, w efekcie synerezy.